# Josip Mišlov
Josip Mišlov  (* 13. März 1906 in Kali)  war  ein Oberstleutnant der kroatischen faschistischen Ustascha. Während des Völkermords an den Serben im Unabhängigen Staat Kroatien führten Mišlov und der römisch-katholische Priester, Militärgeistlicher und Franziskaner Miroslav Filipović das Massaker von Banja Luka durch, bei dem in der bosnischen Stadt Banja Luka am 7. Februar 1942 etwa 2300 Serben, meist Frauen und alte Männer sowie 500 Kinder, ermordet wurden.